# 卡罗尔·G
卡罗琳娜·希拉尔多·纳瓦罗（西班牙語：Carolina Giraldo Navarro；1991年2月14日—），艺名卡罗尔·G（Karol G），哥伦比亚雷鬼歌手，出生于麦德林。2014年，卡罗尔·G搬到美國纽约市，并与环球音乐拉丁娱乐签约。2018年，她获得拉丁格莱美奖的最佳新人奖。